# Getskäret, Robertsfors kommun

Getskäret, tidigare en ö men på grund av landhöjningen numera en halvö belägen vid kuststräckan utanför Bygdeå. Ramas in av Bygdefjärden och Storvarpet samt Hälsaviken. Populärt sommarstugeområde.